# 広島市こども文化科学館
広島市こども文化科学館（ひろしましこどもぶんかかがくかん）は、広島市中区の広島市中央公園内にある、子ども向け科学館である。プラネタリウムが設置されている。

## 概要
旧広島市民球場跡地の北にあり、広島市ファミリープールと隣接する場所にある、地上4階建ての広島市立の科学館（博物館法上の登録博物館）である。「みる・ふれる・ためす・つくる・たしかめる」をキャッチフレーズとしている。キャラクターは開館当初は鯉をデザインしたものであったが、現在はウサギの「ピョン太」に変更されている。
1階には展示「天空の夢の国」「たんけんとりで」とホール「アポロホール（約250席）」、またミュージアムショップがある。常設展示では、科学に子供達自身が触れて楽しめるような工夫がしてある。「たんけんとりで」は、1階と2階の展示場をつないでいる。アポロホールでは子供向けの劇や音楽会、映画会などが開催されている。
2階には「サイテック博士のおもしろ研究室」がある。こちらも子供達自身が触れて楽しめるような展示となっている。
3階には「天文の科学」、イベント・企画展示のためのスペースと実習室がある。
4階にはプラネタリウムとアマチュア無線室がある。プラネタリウムの番組は、職員制作として有名である。
1階の及び2階は数度の展示更新により展示物は大幅に入れ替わっている。
なお、同じ建物に広島市こども図書館が併設されている。
2017年2月3日に公表された広島県の耐震性能調査において、震度6強以上で「倒壊または崩壊する危険性が高い」とされたが、建て替え・耐震化の方針や時期は見通しが立っていない。
2017年9月1日から「毎日個別塾5-Days」が運営している5コーポレーションが、広島市による命名権導入で「5-Daysこども文化科学館」の名称となる。契約期間は3年。

## 沿革

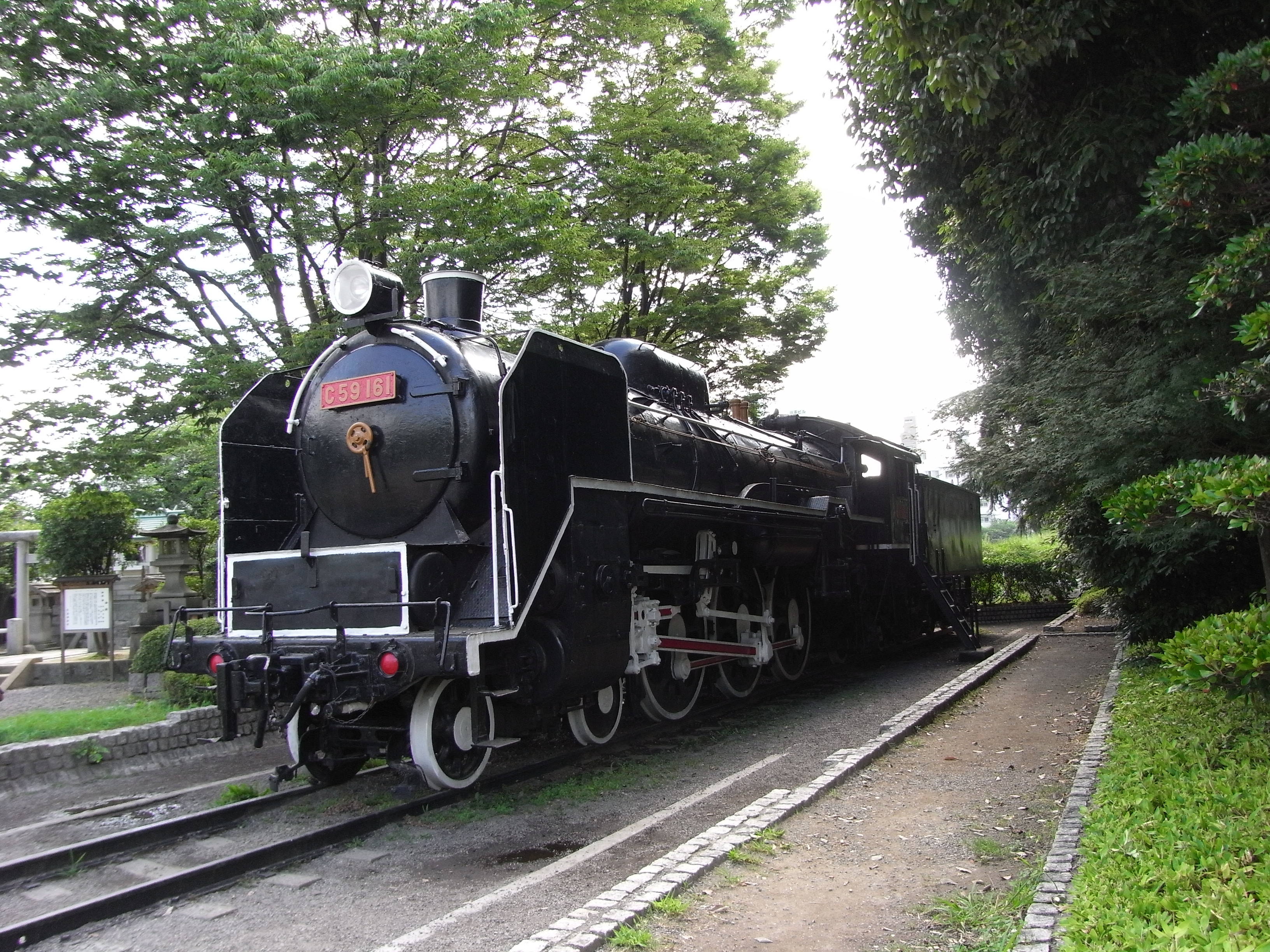
C59 161、こども文化科学館の南側に保存展示　2004年7月撮影

- 1978年　広島市児童図書館があった地に着工。
- 1980年5月1日　開館
- 1990年　第1展示ホールを改修し、新展示「たんけんとりで」を設置。
- 1994年　第2展示ホールを改修し、新展示「天空の夢の国」を設置。
- 1998年　第3展示ホールを改修し、新展示「サイテック博士のおもしろ研究室」を設置。
- 2003年　「広島隕石」を展示。

## 利用情報
- 所在地 - 広島市中区基町5番83号（中央公園内、旧広島市民球場跡地北側）
- 開館時間 - 9:00～17:00
- 休館日 - 月曜日、祝日の翌平日、年末年始（12月29日～1月3日）
  - 月曜日が祝日の場合は開館し、火・水曜日が振替休館になる。
- 入館料 - 無料（プラネタリウムの観覧は有料）

## プラネタリウム
プラネタリウム（主投影機：ミノルタMS-20AT）は、4階に設置されている。ドームの大きさは内側直径20mであり、建物の外側からもよくわかる。座席数は253席。投影プログラムは、季節、イベントに合わせて制作される。1回の投影時間は約50分。投影途中の入退場はできない。2015年から17年にかけて投影機器と座席のリニューアル工事を実施し、主投影機の光源LED化やデジタルプラネタリウムの導入、座席・内装の更新が行われた。これにあわせて、投影メニューやスケジュールが大幅に変更された。
開館当初のプラネタリウム室長は、楽々園遊園地の佐藤健プラネタリウム館長が転籍して勤めた。

### 料金
- 大人　510円
- 高校生・シニア（65歳以上）250円
- 幼児・小中学生　無料

### 投影開始時刻
平日（火～金）の投影は4回あり、投影開始時刻は1回目-11時00分、2回目-13時00分、3回目-14時00分、4回目-15時00分である。土・日・祝日・学校休業日の投影は6回あり、投影開始時刻は1回目-10時00分、2回目-11時00分、3回目-13時00分、4回目-14時00分、5回目-15時00分、6回目-16時00分である。

## アクセス
- 広島電鉄原爆ドーム前電停から徒歩約5分
- 広島バスセンターから徒歩5分
- 駐車場なし